# Siya Kolisi

a Compétitions nationales et continentales officielles uniquement.

b Matchs officiels uniquement.
Dernière mise à jour le 26 novembre 2024.
Siyamthanda Kolisi dit Siya Kolisi, né le 16 juin 1991 à Port Elizabeth (Afrique du Sud), est un joueur international sud-africain de rugby à XV jouant au poste de troisième ligne aile ou troisième ligne centre au Racing 92 en Top 14 depuis 2023.
Premier capitaine noir de l'équipe d'Afrique du Sud, il soulève le trophée William Webb Ellis à deux reprises, le 2 novembre 2019 à Yokohama, à l'issue de la finale de la Coupe du monde 2019, remportée 32-12 face à l'Angleterre puis quatre ans plus tard, le 28 octobre 2023 au Stade de France après la finale gagnée 12-11 face à la Nouvelle-Zélande qui fait de l'Afrique du Sud la seule équipe quatre fois championne du monde. 

## Biographie

### Jeunesse et formation
Siya Kolisi naît le 16 juin 1991 à Zwide, un township pauvre de Port Elizabeth, alors que sa mère Phakama a 16 ans et que son père en est à sa dernière année d'école. Il est élevé par sa grand mère, qui a été femme de ménage. Sa mère décède alors qu'il a 15 ans. C'est à l'âge de 12 ans qu'il impressionne des recruteurs lors d'un tournoi de jeunes à Mossel Bay et qu'il se voit offrir une opportunité à l'école Grey Junior à Port Elizabeth et obtient une bourse. Il intègre par la suite la prestigieuse école Grey High School (en) et devient un membre régulier de l'équipe première de rugby.

### Carrière professionnelle
Siya Kolisi fait partie de la liste des trente joueurs appelés par Heyneke Meyer le 4 août 2012 pour disputer le Rugby Championship mais il ne dispute aucun match de la compétition.
Il fait ses débuts avec l'équipe nationale le 15 juin 2013 contre l'Écosse au Mbombela Stadium de Nelspruit où il est nommé homme du match. Il fait depuis régulièrement partie des sélections des Springboks.
En 2017, Kolisi est nommé comme le nouveau capitaine de l'équipe des Stormers pour la saison 2017 de Super Rugby.
Le 28 mai 2018, il est nommé capitaine de l'équipe nationale. Le sélectionneur Rassie Erasmus justifie sa décision en disant que Kolisi est « le capitaine le plus performant en Super Rugby » avec les Stormers. Par la suite, Erasmus estime avoir « peut-être été un peu naïf en pensant que ça ne représenterait pas une charge énorme pour lui ». Kolisi conduit les Springboks au titre mondial le 2 novembre 2019 à Yokohama (Japon).
En 2021, il change de franchise et signe aux Sharks qui disputent l'United Rugby Championship 2021-2022 pour la première fois. Par la suite, il prolonge son contrat jusqu'en 2027.
Début janvier 2023, le Racing 92 annonce le recrutement de Kolisi pour la saison 2023-2024, après sa potentielle participation à la Coupe du monde 2023.

## Vie privée
Siya Kolisi est marié à Rachel Smith et est le beau-frère de la nageuse médaillée olympique Tatjana Smith qui a épousé le frère de Rachel, Joel Smith,,.
Le 22 octobre 2024, Siya Kolisi et sa femme publient une déclaration commune sur Instagram pour annoncer leur décision de mettre fin à leur mariage. Ils déclarent leur intention de rester amis tout en travaillant ensemble pour leur fondation.
Son autobiographie a été traduite et publiée aux éditions Thierry Souccar sous le titre Vaincre le 29 août 2023, préfacée par le joueur français Yannick Nyanga.

## Statistiques
Au 30 octobre 2023, Siya Kolisi compte 83 sélections avec les Springboks, depuis le 15 juin 2013 à Nelspruit contre l'Écosse.

## Palmarès

### En sélection nationale
- Afrique du Sud
  - Troisième de la Coupe du monde en 2015
  - Vainqueur de la Coupe du monde en 2019 et 2023
  - Vainqueur du Rugby Championship en 2024

### Publications
- Siya Kolisi, Rise, autobiographie, HarperCollins, 2021,  (ISBN 978-0008431334)
- Siya Kolisi, Vaincre, autobiographie, Thierry Souccar Éditions, 2023 (traduction française de Rise)  (ISBN 978-2365497596)